# Short track

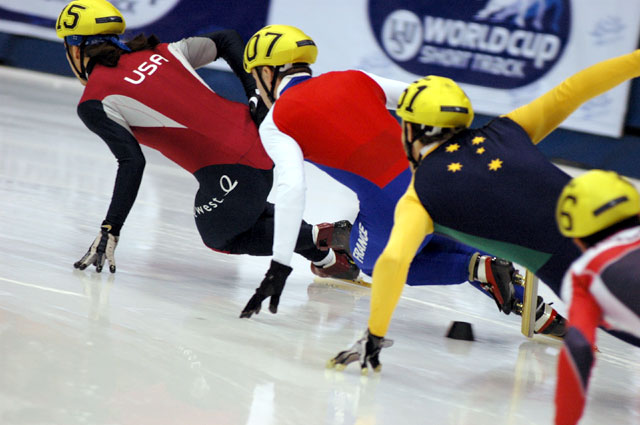
Short track från VM 2004.

Short track, eller kortbaneåkning på skridskor, är en skridskogren där 4-6 åkare tävlar samtidigt mot varandra på en oval bana som är 111,12 meter lång (Själva rinken, eller isytan är 60 x 30 m vilket är samma storlek som en internationell ishockeyrink).
Distanserna man kör individuellt är 500 meter, 1000 meter, 1500 meter och 3000 meter. Man kör också stafett med 4 åkare i varje lag. Distansen är då 5000 meter för herrar och 3000 meter för damer. Det finns även en mixad stafett, där man kör 2000 meter och lagen består av 2 män och 2 damer. Short track är en snabb sport där de snabbaste når en hastighet på över 45 km/h och därför krävs det att man skyddar sig. Hjälm, benskydd, knäskydd, handskar, skärsäkra strumpor och skärsäkra dräkter är nödvändig utrustning i en sport med hög fart och vassa skenor. Skridskorna som används i short track har ställbara och böjda skenor som gör att man kan ta kurvorna i hög fart. För att åkarna inte skall skada sig mot den hårda sargen vid fall är rinken klädd med tjocka dynor. Sporten är idag störst i USA, Kina, Sydkorea, Kanada, Nederländerna
Större tävlingar som förekommer inom short track är Världsmästerskap för damer, herrar och juniorer. Europamästerskap för seniorer, Lag-VM för seniorlandslag, fyrkontinentala mästerskapen för iprincip alla förutom Europa, samt Världscup och Olympiska spelen. Världsmästerskapen korar både sammanlagd mästare och distansmästare, samt stafettmästare. De olympiska spelen är dock en distanstävling, där mästare (herr och dam) koras på distanserna 500 m, 1000 m, 1500 m, och stafett (5000 m och 3000 m).
Skridskotävlingar med masstart ordnades redan 1906 i Kanada och USA, och under 1920-talet drog sådana tävlingar mycket publik i bland annat Madison Square Garden, och i slutet av 1960-talet spred sig stilen till resten av världen. I Europa nådde den först Storbritannien och Belgien. 1989 introducerades sporten i Sverige som del av ett arbete av Claes Ekstrand och Per Bengtsson på GIH.
1978 arrangerades de första världsmästerskapen, som av ISU gjordes till officiella 1984. Under olympiska vinterspelen 1988 i Calgary var short track uppvisningsgren. Europacupen hade premiär 1990 och 1997 infördes officiella Europamästerskap, det första i Malmö.